# Sparkasse Mecklenburg-Schwerin
Die Sparkasse Mecklenburg-Schwerin ist eine im Bereich Westmecklenburg und Schwerin tätige Sparkasse mit Sitz in Schwerin im Bundesland Mecklenburg-Vorpommern. Sie ist die drittgrößte Sparkasse in Mecklenburg-Vorpommern nach der Sparkasse Vorpommern und der OstseeSparkasse Rostock.

## Geschichte
Auf Initiative des Justizrats Wilhelm von Schack wurde 1821 das erste Geldinstitut in Schwerin gegründet, die Ersparnisanstalt als Verein mit einem Privileg des Großherzogtums; die erste Satzung unterzeichnete Großherzog Friedrich Franz I. Sie diente dem Zweck, weniger Begüterten die Möglichkeit zu geben, ihre Ersparnisse „vorteilhaft zu nutzen“. Die Kasse war im Gebäude des Hofmarschallamts (Schloßstraße) untergebracht, aber bald zu klein. Von 1835 bis 1857 wurde die Anstalt im alten Rathaus betrieben.
1857 entstand das Gebäude der Ersparnisanstalt Schwerin an der damaligen Königstraße (ab 1945 Puschkinstraße) nach Plänen des Architekten Theodor Krüger. Zwischen 1936 und 1938 entstand am Schweriner Marienplatz das neue Sparkassengebäude nach Plänen des Architekten Paul Fliether. 1952 verlor die Sparkasse ihre Eigenständigkeit. 1983 gab es acht Zweigstellen neben der Hauptstelle der Stadt- und Kreissparkasse Schwerin am Marienplatz. Als Sparkasse Schwerin wurde sie 1990 wieder eigenständig, getragen als öffentlich-rechtliche Anstalt der Stadt Schwerin.
Die Sparkasse Mecklenburg-Schwerin entstand 2007 nach der Fusion der Sparkasse Schwerin und der Kreissparkasse Ludwigslust. Diese beiden Vorgängerinstitute entstanden jeweils 1952 im Rahmen der Reorganisation der Sparkassen in der DDR.
Am 1. Januar 2021 fusionierte die Sparkasse Parchim-Lübz mit der Sparkasse Mecklenburg-Schwerin.

## Träger
Träger der Sparkasse ist der Sparkassenzweckverband für die Sparkasse Mecklenburg-Schwerin. Mitglieder des Zweckverbandes sind die Landeshauptstadt Schwerin und der Landkreis Ludwigslust-Parchim.

## Wirtschaftliche Entwicklung
|                           | 2006    | 2007    | 2008    | 2009    | 2010    | 2011    | 2012    | 2013    | 2014    | 2015    | 2016    | 2017    | 2018    | 2019    | 2020    | 2021    |
| ------------------------- | ------- | ------- | ------- | ------- | ------- | ------- | ------- | ------- | ------- | ------- | ------- | ------- | ------- | ------- | ------- | ------- |
| Bilanzsumme (Mio. Euro)   | 1.831,6 | 1.789,0 | 1.736,8 | 1.747,6 | 1.742,7 | 1.702,9 | 1.728,8 | 1.795,3 | 1.867,5 | 1.939,6 | 2.057,8 | 2.113,1 | 2.230,2 | 2.334,2 | 2.570,7 | 3.667,2 |
| Einlagen (Mio. Euro)      | 1.309,2 | 1.301,7 | 1.332,2 | 1.354,4 | 1.383,3 | 1.401,8 | 1.437,5 | 1.501,1 | 1.571,1 | 1.642,6 | 1.750,3 | 1.816,5 | 1.934,8 | 2.032,5 | 2.258,3 | 3.240,7 |
| Kundenkredite (Mio. Euro) | 928,8   | 906,6   | 917,9   | 930,6   | 953,6   | 987,3   | 1.013,6 | 1.045,6 | 1.075,5 | 1.087,8 | 1.104,9 | 1.133,8 | 1.179,6 | 1.264,2 | 1.339,0 | 1.855,7 |
| Mitarbeiter               | 572     | 530     | 517     | 494     | 494     | 490     | 482     | 465     | 459     | 439     | 435     | 424     | 407     | k. A.   | 360     | 474     |

### Ehemalige Persönlichkeiten
- Andreas Petters, Verwaltungsratsmitglied bis 13. Oktober 2011[5]